# Formia
Formia är en stad och kommun i provinsen Latina i Lazio, Italien. Kommunen hade 38 105 invånare (2018).
Formiae, som staden ursprungligen hette, grundades av romarna och namnet härstammar från grekiskans Ὁρμίαι (hormiai, landningsplats).

## Vänorter
- Ferrara, Italien
- Fleury-les-Aubrais, Frankrike
- Gračanica, Bosnien och Hercegovina
- Haninge, Sverige
- Neapel, Italien
- Santeramo in Colle, Italien